# Marko Terencije Varon
Marko Terencije Varon (lat. Marcus Terentius Varro, 116. pr. Kr. - 27. pr. Kr.), poznat i kao Reatinski (Reatinus, jer je rođen u gradu Reate na sabinskom teritoriju) da bi ga se razlikovalo od njegova suvremenika Varona Atacinskoga, bio je najveći polihistor u rimskoj književnosti, koga je Kvintilijan (X, 1) nazvao "najobrazovanijim od Rimljana" (Romanorum eruditissimus). 

## Životopis
Varon je rođen u gradu Reate (današnji Rieti) u obitelji koja je pripadala viteškom staležu. Bio je učenik rimskog filologa Lucija Elija Stilona, a kasnije je u atenskoj Akademiji učio kod filozofa Antioha iz Askalona. U politici je bio Pompejev pristalica te je dostigao položaj pretora, nakon što je obnašao dužnosti narodnog tribuna, kvestora i kurulnog edila. Nakon Cezarove pobjede nad Pompejem u građanskom ratu izbjegao je kaznu za podršku Pompeju jer ga je Cezar dva puta pomilovao, jednom prije, a drugi puta nakon bitke kod Farsala. Varon je bio i član dvadesetočlane komisije koja je 59. pr. Kr. provodila Cezarovu agrarnu politiku naseljavanja veterana na teritorije Kapue i Kampanije. Godine 47. pr. Kr. Cezar ga je postavio za nadzornika prve javne knjižnice u Rimu.
Nakon Cezarove smrti Marko Antonije je 43. pr. Kr. proskribovao Varona, zbog čega je ovaj izgubio veliki dio svoje imovine. Kako je postepeno nestajalo republike, Varon je pridobio simpatije Oktavijana Augusta, te se napokon, pod okriljem njegove zaštite i u uvjetima mira koji je uspostavljen s principatom, mogao posvetiti znanosti i književnosti.
Od mnogobrojnih njegovih djela za povjesničare je posebno važan popis konzula Rimske Republike, koji se nalazio uklesan na Augustovom trijumfalnom slavoluku. Ovaj popis, poznat i pod nazivom "Varonska kronologija", premda uključuje tzv. diktatorske godine te sadrži još neke specifičnosti, smatra se izvanredno značajnim povijesnim izvorom.

## Djela
Varon je bio pjesnik, satiričar, antikvar, pravnik, geograf, gramatičar i znanstvenik, a pisao je i djela iz oblasti obrazovanja i filozofije. Napisao je više od 600 knjiga i umro s perom u ruci.
Od svih djela koje je napisao u cijelosti nam se sačuvao jedino spis O poljoprivredi (De re rustica). Kada ga je napisao, Varon je imao već 80 godina. Spis se sastoji od tri knjige i ima dijaloški oblik, ne bez doze dramatičnosti: prvi se dijalog prekida vesti o nekom ubojstvu, a treći incidentima do kojih je došlo na izborima. Prva knjiga bavi se samim seoskim imanjem, zgradama i opremom na njemu, te uopće poljoprivrednom godinom. Druga knjiga bavi se uzgojem krava i ovaca. Treća knjiga bavi se sitnijim životinjama: pilićima, ribama, pčelama itd. Djelo je po književnoj vrijednosti bolje od sličnog djela Katona Starijeg, a karakteriziraju ga povremeni živahan humor i istančani osjećaj za seoski život.
Od 25 knjiga Varonovog djela O latinskom jeziku (De lingua Latina, objavljeno oko 43. pr. Kr.) sačuvano nam je šest knjiga. Tu se sustavno izlaže gramatika latinskoga jezika: njegova etimologija, morfologija i sintaksa. Premda sadrži mnoga apsurdna etimološka objašnjenja, djelo je značajno zato što je bilo prvo takve vrste u antičkom Rimu te zato što povremeno daje neka vrijedna lingvistička zapažanja. Knjige 5-10, koje su došle do nas, posvećene su Ciceronu.
 Menipske satire (Saturae Menippeae), u 150 knjiga, od kojih nam je sačuvano oko 600 manjih fragmenata, bile su satire pisane po uzoru na kiničara Menipa iz Gadare, mješavinom proze i poezije, ponekad u dijaloškom obliku ili u dramatskom stilu. U njima su date kritičke opaske o životu u Rimu, uz navođenje mnogih ličnosti i scena, među njima i mitoloških. Pisane su snažnim, jasnim i inventivnim jezikom. Mnoge opaske, odišući humorom i moralizatorskom nostalgijom za pristojnošću prošlih vremena, usmjerene su protiv pohlepe i raskoši te protiv svakakvih filozofskih i pjesničkih piskarala koji su nicali u Varonovo doba. 
Užem polju književnosti pripadaju 10 knjiga pjesama (4 knjige satira i 6 knjiga tragedija), koje su sve izgubljene.
Slike (Imagines), nazvane i Sedmice (Hebdomades), oko 39. godine st. e., u 15 knjiga, davale su oko 700 portreta slavnih Grka i Rimljana s popratnim tekstom u prozi i kratkim epigramima u elegijskim distisima. Premda je ovo djelo izgubljeno, od njega u krajnjoj liniji potiče mnogo od onoga što danas znamo o nekim važnim ličnostima rimske povijesti.
Među drugim važnim djelima jesu:
- Starine (Antiquitates rerum humanarum et divinarum) sastojale su se od 41 knjige, od kojih su 25 knjiga bile libri rerum humanarum, tj. prikaz rimskih povijesnih starina, a 16 knjiga libri rerum divinarum, tj. obrada rimskih religijskih starina. To nam je djelo izgubljeno, i poznajemo ga samo iz odlomaka i brojnih citata kod antičkih pisaca, naročito Augustina.

- O rimskom narodu (De gente populi Romani) o najstarijoj rimskoj povijesti i kronologiji.

- O životu rimskog naroda (De vita populi Romani) o povijesti i životnom stilu rimskog društva.

- Discipline (Disciplinae) o slobodnim veštinama: gramatici, dijalektici, retorici, geometriji, aritmetici, astronomiji, glazbi, medicini i arhitekturi. Sve ove discipline, osim posljednje dvije spomenute, činiće u srednjem vijeku trivium i quadrivium i predstavljaće uzor za Marcijana Kapelu.

- O filozofiji (De philosophia).

- O obliku filozofije (De forma philosophiae).

- Logisticoricon, u 76 knjiga, s dijalozima na različite povijesne i filozofske teme.

- O religiji (Res divinae), od koga nam je sačuvano dosta fragmenata kod Augustina, zahvaljujući tome što se ovaj kršćanin oštro obračunavao s tim djelom u svom spisu Država Božja (De civitate Dei).

- O trojanskim obiteljima (De familiis Troianis), gdje se nastoji utvrditi navodno trojansko podrijetlo nekih uglednih rimskih obitelji.

- O svom životu (De vita sua), autobiografski spis.

- O građanskom pravu (De iure civili).

Mnogobrojni su bili Varonovi kritičko-filološki spisi, od kojih su najznačajniji: O Plautovim komedijama (De comoediis Plautinis, gdje Varon dijeli Plautove komedije na tri skupine, od kojih samo za jednu skupinu od ukupno 21 komedije utvrđuje nedvojbeno Plautovo autorstvo, pa se otada one nazivaju "Varonske komedije"), Problemi oko Plauta (Quaestiones Plautinae), O poreklu scenskih igara (De scaenicis originibus), O scenskom izvođenju (De actionibus scaenicis), O pjesmama (De poematis), O pjesnicima (De poetis), O sastavljanju satira (De compositione saturarum), O podrijetlu latinskog jezika (De origine linguae Latinae, posvećen Pompeju), O latinskom govoru (De sermone Latino, o metričkim i pravopisnim pitanjima), O sličnosti riječi (De similitudine verborum, o morfološkim oblicima koji odstupaju od pravilnih), O starosti slova (De antiquitate litterarum).
Antički izvori spominju još Varonove Tri knjige o poslanstvima (Legationum libri tres), Anale (Annales), Uvod posvećen Pompeju (Eisagogikos ad Pompeium), Brodski dnevnik posvećen Pompeju (Ephemeris navalis ad Pompeium), Dvanaest knjiga govora (Orationum libri duodecim), te Pohvale (Laudationes), ali se o svim tim spisima ne zna gotovo ništa. 
Ciceron je izuzetno poštovao Varona, kome je i posvetio drugo izdanje svojih Akademskih spisa (Academica). Pohvale mu izriče i Kvintilijan. Na Varona su utjecali kako platonizam tako i stoicizam i pitagoreizam, ali je ipak smatrao da se jedan stari grad mora pridržavati svoje tradicionalne religije te da je Rim svoju veličinu dosegao djelomično i zahvaljujući tome što je pažljivo štovao vjerske obrede: ako ništa drugo – smatrao je Varon – religija, makar bila neistinita, ipak je korisna.